# 52e Coupe Vanier
Match précédent Match suivant
Le 52e Coupe Vanier est la 52e édition du championnat du football canadien de l'U Sports, le 1re niveau du sport interuniversitaire au Canada.
Le match s'est joué le 26 novembre 2016 au Stade Tim Hortons, situé à Hamilton, Ontario. Il oppose les Rouge et Or de l'Université Laval, les vainqueurs du Coupe Mitchell, et les Dinos de l'Université de Calgary, les vainqueurs du Coupe Uteck. À la fin, c'est les Rouge et Or qui ont remporté le match avec le score de 31-26.